# Sędeń Duży (Mazovia)
Sędeń Duży [pronunciación en polaco: /ˈsɛndɛɲ ˈduʐɨ/] es un pueblo ubicado en el distrito administrativo de Gmina Łąck, dentro del Condado de Płock, Voivodato de Mazovia, en el este de Polonia central. Se encuentra aproximadamente a 5 kilómetros al noroeste de Łąck, a 11 kilómetros al suroeste de Płock, y a 103 kilómetros al oeste de Varsovia.
El pueblo tiene una población de 320 habitantes.